# روبرت ويذرسبون
روبرت ويذرسبون هو سياسي أمريكي، ولد في 29 يناير 1767 في كينغستري في الولايات المتحدة، وتوفي في 11 أكتوبر 1837 في مايسفيل في الولايات المتحدة. نشط حزبياً في الحزب الجمهوري الديمقراطي. وقد انتخب عضو مجلس نواب كارولاينا الجنوبية ‏ وانتخب عضو مجلس النواب الأمريكي.